# Pedagogiek

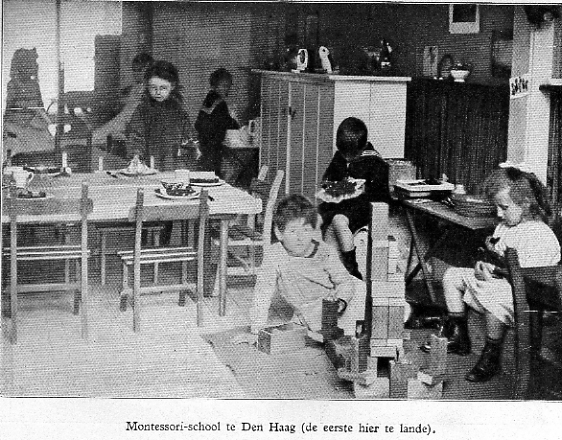
Eerste Montessorischool in Nederland, Den Haag 1915

Pedagogiek of opvoedkunde is de wetenschappelijke studie van de manier waarop volwassenen - ouders, opvoeders, onderwijzers en leraren, jeugdigen grootbrengen, om ze voor te bereiden op een zelfstandig, volwassen bestaan. Een beoefenaar van dit vakgebied is een pedagoog. De studie van de organisatie van het onderwijs is de onderwijskunde, het specifieke vakgebied van het lesgeven heet didactiek.  
Meer specifiek bestudeert pedagogiek onderwijsmethoden, inbegrepen de te stellen leerdoelen, en de manier waarop deze doelen bereikt kunnen worden. Ze bestudeert de opvoeding, de ontwikkelingsfasen, en de relaties tussen het kind en zijn sociale omgeving: familieleden, school, vriendjes en vriendinnetjes, de gebouwde omgeving, media. Ook wordt de opvoeding van moeilijk opvoedbare kinderen onderzocht. Onder pedagogie wordt de praktijk van het opvoeden verstaan.
De opvoedingswetenschap (pedagogiek) bestaat niet in alle landen als zelfstandige wetenschap; in Nederland, Duitsland en België is dit overigens wel het geval. In Groot-Brittannië heet het education, en is het één profiel samen met maatschappelijk werk en dienstverlening.

## Etymologie
Pedagogiek is de vernederlandste vorm van Grieks παιδαγωγία, paidagōgia, een neologisme (1495), afgeleid van Oudgrieks παιδαγωγός,  paidagōgos, samengesteld uit παῖς país;  kind, jongen, en αγειν agein: leiden, wegleiden. Een pedagoog (παιδαγωγός) was in de klassieke oudheid een slaaf die de kinderen begeleidde van en naar school, maar ook algemener begeleidde, bijvoorbeeld naar de markt.

## Specialisaties
Binnen de pedagogiek worden de volgende specialisaties onderscheiden:
- sociale pedagogiek: bestudeert de maatschappelijke voorwaarden van de opvoeding
- onderwijspedagogiek, met inbegrip van didactiek en onderwijskunde
- klinische pedagogiek
- gezinspedagogiek
- ecologische pedagogiek bestudeert het kind in de complexiteit van zijn leefomgeving
- theoretische pedagogiek
- forensische pedagogiek
- historische pedagogiek: bestudeert hoe in het verleden pedagogen (onderwijzers en ouders) gestalte gaven aan de wens jeugdigen met een bepaald doel groot te brengen
- orthopedagogiek: bestudeert onder andere het grootbrengen van jeugdigen met een ontwikkelingsstoornis, zoals ADHD, of leerstoornis, zoals dyslexie
- mediapedagogiek bestudeert de impact van nieuwe media op de opvoeding
- godsdienstpedagogiek

Sommigen menen dat er theorieën zijn die altijd en overal zouden gelden over het (beïnvloeden van) menselijk gedrag. Anderen menen dat het menselijk gedrag niet is te voorspellen, en gaan "slechts" na hoe het in het verleden is toegegaan.
In de theorie heeft men verder acht terreinen van opvoeding onderkend: emotionele vorming, esthetische vorming, ethische vorming, intellectuele vorming, lichamelijke opvoeding, persoonlijkheidsvorming, seksuele opvoeding en sociale vorming.

## Pedagogen
Bekende Nederlandse en Belgische pedagogen
- Herman Bavinck
- Gert Biesta
- Wilhelmina Bladergroen
- Kees Boeke
- Berend Brugsma
- Rommert Casimir
- Lea Dasberg
- Ovide Decroly
- Marc Depaepe
- Hans Freudenthal
- Leon van Gelder
- Johan van Hulst
- Rien van IJzendoorn
- Jan Dirk Imelman
- Cornelis Eliza van Koetsveld
- Philip Kohnstamm
- Willem Koops
- Ferre Laevers
- Martinus J. Langeveld
- Bas Levering
- Jan Ligthart
- Siebren Miedema
- Johannes Henricus Nieuwold
- C.F. van Parreren
- Willy Stellwag
- Jan Waterink
- Micha de Winter

Bekende buitenlandse pedagogen
- Jean de Gerson (1363-1429)
- Michel de Montaigne (1533-1592)
- Jan Amos Comenius (1592-1670)
- Jean-Jacques Rousseau (1712-1778)
- Christian Gotthilf Salzmann (1744-1811)
- Johann Heinrich Pestalozzi (1746-1827)
- Jean Paul (1763-1825)
- Friedrich Schleiermacher (1768-1834)
- Johann Friedrich Herbart (1776-1841)
- Friedrich Fröbel (1782-1852)
- Don Bosco (1815-1888)
- Wilhelm Dilthey (1833-1911)
- Ellen Key (1849-1926)
- John Dewey (1859-1952)
- Rudolf Steiner (1861-1925)
- Maria Montessori (1870-1952)
- Martin Buber (1878-1965)
- Janusz Korczak (1878-1942)
- Peter Petersen (1884-1952)
- Kurt Hahn (1886-1974)
- Helen Parkhurst (1887-1973)
- Célestin Freinet (1896-1966)
- Jean Piaget (1896-1980)
- Lev Vygotsky (1896-1934)
- Otto Friedrich Bollnow (1903-1991)
- Thomas Gordon (1918-2002)
- Loris Malaguzzi (1920-1994)
- Paulo Freire (1921-1997)
- Hermann Giesecke (1932-2021)
- Anne Bamford